# Wolfgang Kotzmann
Wolfgang Kotzmann (* 1. Oktober 1969 in Wien) ist ein ehemaliger österreichischer Radsportler.
Wolfgang Kotzmann war als Radsportler in den 1990er Jahren bis in die 2000er Jahre erfolgreich. Er errang acht nationale Titel in verschiedenen Disziplinen auf der Bahn, allein viermal im Zweier-Mannschaftsfahren. 1994 gewann er  die Ungarn-Rundfahrt.
2005 errang Kotzmann seinen letzten Titel, dieses Mal im Sprint. 2008 beendete er seine aktive Radsport-Laufbahn in der Elite. Als Fahrer in der Mastersklasse blieb der gelernte Konditormeister weiterhin aktiv. Als solcher gewann er mehrfach Medaillen bei Europa- sowie Weltmeisterschaften und hält er mehrere nationale Rekorde.